# Saroba assimilis
Saroba assimilis là một loài bướm đêm trong họ Noctuidae.